# Kloster Aubignac
Das Kloster Aubignac (Albiniacum) ist eine ehemalige Zisterzienserabtei in der Gemeinde Saint-Sébastien im Département Creuse, Region Nouvelle-Aquitaine, in Frankreich. Das Kloster lag rund 19 Kilometer nördlich von La Souterraine.

## Geschichte
Das Kloster wurde von den Benediktinern von Kloster Dalon im Jahr 1138 gegründet. Es trat mit Dalon 1162 in der Filiation der Primarabtei Pontigny dem Zisterzienserorden bei. Im 17. Jahrhundert war der Schriftsteller François Hédelin Kommendatarabt von Aubignac. In der Französischen Revolution wurde das Kloster 1791 aufgelöst.

## Bauten und Anlage
Von dem Kloster sind nur unbedeutende Reste am Ende eines Fußwegs erhalten.